# Чистинська сільська рада
Чистинська сільська рада (біл. Чысьцінскі сельсавет) — адміністративно-територіальна одиниця в складі Молодечненського району розташована в Мінській області Білорусі. Адміністративний центр — Чисть.
Чистинська сільська рада розташована на межі центральної Білорусі, в західній частині Мінської області орієнтовне розташування — супутникові знимки, на південний схід від Молодечного.
До складу сільради входять 3 населені пункти:
- Осовець • Чорти • Чисть.